# Malene Helgø
Malene Helgø (nació el 26 de agosto de 1999) es una tenista profesional de la noruega.
Helgø tiene un ranking de individuales WTA más alto de su carrera, n.º 317, logrado el 30 de enero de 2023. También fue n.º 323 en dobles, logrado el 24 de julio de 2023.